# The Yellow Pawn
The Yellow Pawn è un film muto del 1916 diretto da George Melford. La sceneggiatura si basa su A Close Call, racconto di Frederic Arnold Kummer di cui non si conosce la data di pubblicazione.

## Trama
Dovendo provvedere al mantenimento della sorellina, Kate Turner si vede costretta a un matrimonio di convenienza con Allen Perry, un procuratore distrettuale, a scapito dei suoi veri sentimenti verso James Weldon, un pittore senza mezzi che sta cercando di affermarsi. Passano alcuni anni. Perry, che non ha mai avuto un buon carattere, peggiora col tempo: quando Weldon diventa famoso e ricco, il procuratore manipola la moglie in modo che si faccia fare il ritratto dal suo ex rivale, sicuro di poterli sorprendere in una situazione compromettente. Una sera, dopo che Kate ha lasciato lo studio di Weldon, il fratello di Perry, Tom, ha una discussione con il pittore. Sen Yat, il fedele domestico di Weldon, trova Tom mentre sta rubando e lo uccide. Dell'omicidio, però, viene accusato il pittore. Perry, incaricato del caso, cerca di far cadere in una trappola Weldon per fargli confessare il delitto. Quando Kate dichiara che la sera fatale era stata in casa di Weldon, Perry ha un accesso di rabbia e sta quasi per sparare al rivale. Sen Yat interviene, uccidendolo. Poi confessa di essere l'autore anche del primo omicidio. Finalmente libera, Kate può riunirsi al suo vero amore.

## Produzione
Il film fu prodotto dalla Jesse L. Lasky Feature Play Company.

## Distribuzione
Il copyright del film, richiesto dalla Jesse L. Lasky Feature Play Co., fu registrato il 14 novembre 1916 con il numero LP9520. Distribuito dalla Paramount Pictures, il film uscì nelle sale statunitensi il 23 novembre 1916. In Portogallo, con il titolo O Peão Amarelo, fu distribuito l'8 luglio 1919.
Non si conoscono copie ancora esistenti della pellicola che viene considerata presumibilmente perduta.